# Radcliffe (Iowa)
Radcliffe es una ciudad ubicada en el condado de Hardin en el estado estadounidense de Iowa. En el Censo de 2010 tenía una población de 545 habitantes y una densidad poblacional de 211,06 personas por km².

## Geografía
Radcliffe se encuentra ubicada en las coordenadas 42°19′4″N 93°26′4″O / 42.31778, -93.43444. Según la Oficina del Censo de los Estados Unidos, Radcliffe tiene una superficie total de 2.58 km², de la cual 2.58 km² corresponden a tierra firme y (0%) 0 km² es agua.

## Demografía
Según el censo de 2010, había 545 personas residiendo en Radcliffe. La densidad de población era de 211,06 hab./km². De los 545 habitantes, Radcliffe estaba compuesto por el 96.15% blancos, el 0% eran afroamericanos, el 0.18% eran amerindios, el 0% eran asiáticos, el 0% eran isleños del Pacífico, el 3.49% eran de otras razas y el 0.18% pertenecían a dos o más razas. Del total de la población el 5.69% eran hispanos o latinos de cualquier raza.